# Yoshirō Nakamura
Yoshirō Nakamura (jap. 中村 祥朗, Nakamura Yoshirō; * 17. Oktober 1979 in der Präfektur Tokio) ist ein ehemaliger japanischer Fußballspieler.

## Karriere
Nakamura erlernte das Fußballspielen in der Schulmannschaft der Nara Ikuei High School. Seinen ersten Vertrag unterschrieb er 1998 bei den Kashima Antlers. Der Verein spielte in der höchsten Liga des Landes, der J1 League. 2000 gewann er mit dem Verein den japanischen Meistertitel, den J.League Cup und den Kaiserpokal. Für den Verein absolvierte er 13 Erstligaspiele. 2001 wechselte er zum Zweitligisten Ōita Trinita. Für den Verein absolvierte er 14 Spiele. 2002 wechselte er zum Erstligisten Sanfrecce Hiroshima. Für den Verein absolvierte er vier Erstligaspiele. 2003 wechselte er zum Zweitligisten Sagan Tosu. Für den Verein absolvierte er 60 Spiele. Danach spielte er bei den Ain Foods (2005–2007) und Nara Club (2008–2010). Ende 2010 beendete er seine Karriere als Fußballspieler.

## Erfolge
Kashima Antlers
- J1 League

Meister: 1998, 2000, 2001
- J.League Cup

Sieger: 2000
Finalist: 1999
- Kaiserpokal

Sieger: 2000